# Bokar Biro Barry
Bokar Biro Barry (o Boubacar Biro) (murió el 13 de noviembre de 1896) fue el último gobernante independiente del Imamato de Fouta Djallon en lo que ahora es Guinea. Murió en la batalla de Porédaka, cuando sus fuerzas fueron destruidas por la artillería francesa.

## Contexto
El Imamato de Fouta Djallon fue uno de los últimos estados independientes en Senegambia, en las tierras altas donde nacen el río Gambia y el río Senegal. Fue establecido como un estado teocrático en una yihad lanzada en 1827 por Karamokho Alfa, y consolidada por su predecesor Ibrahim Sori. El estado fue una federación de nueve provincias, cada una liderada por un jefe. Dos facciones políticas emergieron, la Alfaya y Soriya, apoyadores de los descendientes de los primeros dos gobernantes. Un poder compartido mediante un arreglo, la posición de almami, el jefe de Estado, fue alternativamente ocupada por un candidato Alfaya o Soriya.
Durante el tardío siglo XIX los franceses eran la potencia colonial dominante en la región, y estaban enormemente impacientes con la hostilidad de Fouta Djallon. Estaban enojados con el apoyo que Fouta Djallon le estaba dando al Imperio Wassoulou de Samori Turé, el que también estaba resistiendo el control francés. En 1889 los británicos hicieron un tratado con los franceses que reconocía que Fouta Djallon estaba dentro de la esfera francesa. Sin embargo, los británicos en Freetown, Sierra Leona, continuaron dando subsidios a Fouta Djallon hasta 1895.

## Almami de Fouta Djallon
Bokar Biro pertenecía a la facción Soriya. Su base era Timbo, la capital de la federación de Fouta Djallon. En 1890, el largo reinado del Almami Ibrahima Sori Dongolfella terminó con su muerte, prendiendo una lucha por el poder. El Consejo de Ancianos eligió al hermano mayor de Bokar Biro como líder. Bokar Biro tomó el poder en un golpe después de haber asesinado a su hermano, y comenzó a colocar hombres leales a él en posiciones de autoridad. Bokar Biro tuvo que lidiar con las luchas entre las facciones políticas Alfaya y Soriya, e intentos de los gobernantes de las provincias de Labé, Timbi y Fugumba para obtener más autonomía. Además, esclavos y personas ordinarias que estaban dejando el país por las menos opresivas zonas controladas por los franceses.
En julio de 1892 Bokar Biro fue forzado a ceder el poder a Amadu de la facción Alfaya. Asumió el poder una vez más en junio de 1894. Algunos de los jefes pidieron por la ayuda francesa para derrocarlo. El Alfa Yaya de Labé comenzó a maniobrar por la completa independencia de su provincia. El 13 de diciembre de 1895 los jefes descontentos liderados por Modi Abdoullaye Dhokhiré atacaron y derrotaron a Bokar Biro en Bantignel, y escasamente se las arregló para escapar. Varias semanas después, cuando la mayoría de la gente pensaba que Bokar Biro estaba muerto, apareció en Keebu, en el límite occidental de la provincia de Timbi, cuyo jefe le dio asistencia para regresar a Timbo. Se la arregló para reunir un nuevo ejército de 1500 soldados con quienes derrotó a sus enemigos el 2 de febrero de 1896. Los jefes principales se escondieron.

## Intervención francesa
Hacia el final de 1894 los franceses enviaron a Raoul de Beeckman como su representante para reunirse con Bokar Biro y acordar un tratado. Hacia marzo de 1895 de Beeckman había pasado casi tres meses en el límite de Fouta Djallon y estaba perdiendo las esperanzas de acordar una reunión. Sin autorización, el administrador francés cruzó el límite y atacó el poblado de Nanso, cerca de Demukulima, al cual acusó de haber atacado una caravana perteneciente a un aliado francés. Uno de los pobladores fue asesinado. Este incidente llenó de hostilidad a Bokar Biro, quien acusó a los franceses de una serie de acciones hostiles, incluyendo la supresión del comercio de esclavos con el Sudán, y rechazar la devolución de esclavos fugitivos. También sospechaba de las visitas a Fouta Djallon de los agentes franceses con el pretexto de comerciar o hacer estudios topográficos, lo que pensaba eran en preparación para una intervención militar.
De Beeckman regresó a Fouta Djallon el año siguiente. El 18 de marzo de 1896 de Beeckman llegó a Timbo, la capital de Fouta Djallon, con un destacamento de tropas. Los franceses pidieron por el derecho a construir carreteras hacia Fouta Djallon,a instalar un representante en Timbo, y el monopolio comercial. Bokar Biro resistió, pero eventualmente fingió firmar un tratado para hacer que los franceses se marcharan mientras se encargaba de sus oponentes. Cuando el documento del tratado fue examinado en Saint Louis, apareció que en lugar de sus firma, Bokar Biro había escrito "Bismillah", que significa "en el nombre de Dios". Una vez más era claro que Bokar Biro no tenía intención de someterse a las demandas francesas, ellos decidieron recurrir a la fuerza armada su era necesario una vez la temporada lluviosa hubiera pasado. Las tropas francesas temporalmente huyeron a Sangoya.
Bokar Biro trató la retirada francesa como una victoria. Comenzó una agresiva política antifrancesa. Cuando su período como Almami llegó a su fin en abril de 1896 se negó a dejar el oficio. La lucha de poder escaló, con violentos incidentes, tornándose cercanos a una guerra civil, con llamados de asistencia que llegaron a los franceses en septiembre y octubre. Los franceses vieron que el tiempo había llegado para hacer su movimiento, dividiendo a Fouta Djallon en pequeños estados clientes, con su aliado Umar Bademba como Almami de lo que quedaba del estado con sede en Timbo.

## Muerte
Tropas fueron desplegadas desde Senegal, Guinea y el Sudán, convergiendo en Fouta Djallon. Una columna francesa tomó Timbo el 3 de noviembre de 1896. Bokar Biro fue incapaz de alistar un apoyo de los jefes para resistir a los franceses. El 13 de noviembre de 1896 Bokar Biro luchó en la batalla en las llanuras de Porédaka. La artillería francesa destruyó a su ejército. Un poeta que describió la batalla dijo que Bokar Biro mantuvo su palabra. No huyó de los franceses, pero fue asesinado por el disparo de un cañón. En verdad, Bokar Biro se las arregló para escapar pero fue pronto capturado por algunos soldados de su enemigo, Sori Illili, y fue decapitado. El hijo de Bokar Biro murió con él.
Con la muerte de Bokar Biro, los franceses establecieron un protectorado. En junio de 1897 Ernest Noirot se convirtió en administrador y comenzó un programa para eliminar la eaclavitud. En 1904 los franceses removieron el poder de los jefes. En 1905 arrestaron al archienemigo de Bokar Biro, Alfa Yaya y lo enviaron al exilio.